# 渡会正三
渡会 正三（わたらい しょうぞう） は、日本の化学工学者。名古屋大学工学部教授を経て、鶴岡工業高等専門学校校長を務めた。化学工学会名誉会員。

## 人物・経歴
山形県西田川郡大山町出身。山形県立鶴岡中学校（のちの山形県立鶴岡南高等学校）を経て、1935年第一高等学校高等科理科乙類卒業。1938年東京帝国大学工学部応用化学科卒業。1961年東京工業大学（のちの東京科学大学）で工学博士の学位を取得。名古屋大学工学部教授を経て、1976年から鶴岡工業高等専門学校校長を務めた。化学工学会名誉会員。

## 親族
実家は「出羽ノ雪」で知られる酒蔵渡會本店。妻は矢馳の豪農・木村九兵衛の長女。

## 著書
- 『化学反応装置概論 . 反応装置 . 化学工程設計 . 計装の要点』日刊工業新聞社 1956年
- 『反応装置』日刊工業新聞社 1957年
- 『工業反応装置』日刊工業新聞 1960年